# 蔡徴
蔡徴（さい ちょう、生没年不詳）は、南朝梁から隋にかけての官僚・軍人。字は希祥。本貫は済陽郡考城県。

## 経歴
侍中・中撫軍将軍の蔡景歴の子として生まれた。幼くして明敏で、物知りで記憶力が良かった。6歳のとき、梁の吏部尚書の褚翔のもとを訪問して、その賢さに感心された。7歳のときに実母が亡くなると、大人のように喪礼に服した。継母の劉氏は妬みや猜疑心が強く、荒々しい性格で、蔡徴に会っても母親らしい振る舞いをしなかった。蔡徴がまめまめしくそばに仕えたので、劉氏も怨みを解くようになった。蔡徴はもとの名を覧といったが、父の蔡景歴がかれのことを王祥のような孝子であるといって、徴と名を改めさせ、希祥の字をつけさせた。
承聖元年（552年）、陳霸先が南徐州刺史となると、蔡徴は主簿として迎えられ、ほどなく太学博士に任じられた。陳の天嘉初年、始興王府法曹行参軍に転じ、外兵参軍事・尚書主客郎を歴任した。太建初年、太子少傅丞・新安王主簿・通直散騎侍郎・晋安王功曹史・太子中舎人を歴任した。中舎人のまま、東宮領直を兼ねた。太建10年（578年）、蔡景歴が死去すると、蔡徴は職を去って喪に服した。喪が明けると、新豊県侯の封を嗣ぎ、戎昭将軍・鎮右新安王諮議参軍に任じられた。
至徳2年（584年）、廷尉卿に転じ、まもなく吏部郎となった。太子中庶子・中書舎人に転じ、詔や誥を管掌した。ほどなく左民尚書に任じられ、僕射の江総とともに五礼についての編纂や著述を担当した。まもなく寧遠将軍の号を加えられた。後主は蔡徴の才幹を重んじて、禎明2年（588年）に吏部尚書・安右将軍に任じた。蔡徴は10日に1回東宮に赴いて、皇太子の前で古今の利害と当時の政務について論述した。また後主の命により廷尉寺において刑事裁判を担当し、事の大小に関わりなく、蔡徴の意見と判断が採用された。後主の命を受けて兵士の徴募に派遣され、わずかの間に1万人近くを集めて、自らの部曲を編成した。蔡徴は官位や声望がすでに高く、威勢も自然と備わっていたことから、かれを忌避する世論も生まれてきた。蔡徴は安右将軍のまま中書令とされたが、中書令としては清廉簡明で過ちはなかった。しかしある人が蔡徴に怨言があったと発言し、そのことが後主に奏聞された。後主は激怒して、蔡徴の軍権を奪って処刑しようとした。強く諫める者がいて、後主は蔡徴を赦免した。
禎明3年（589年）、隋軍が長江を渡って侵攻してくると、後主は蔡徴を軍事に任用すべく、中領軍に権知させた。鍾山の南の丘で決戦がおこなわれると、蔡徴は命を受けて建康宮城の西北の大営を守り、軍を督戦した。建康が陥落すると、蔡徴は関中に連行された。
隋にあっては長年任用されず、ようやく太常丞に任じられた。尚書民部儀曹郎を経て、給事郎に転じ、死去した。享年は67。
子の蔡翼は、陳の司徒属・徳教学士となり、隋では東宮学士となった。

## 伝記資料
- 『陳書』巻29 列伝第23
- 『南史』巻68 列伝第58